# EXOSAT
O satélite Exosat esteve operacional entre maio de 1983 e abril de 1986. Durante este período realizou 1780 observações na banda de raios-X de objetos astrônomicos de diversas classes, incluindo galáxias de núcleos ativos (AGNs), corona estelar, variáveis cataclísmicas, anãs brancas, aglomerados de galáxias, remanescentes de supernovas. O Exosat portava três instrumentos para obtenção de espectros, imagens e curvas de luz em várias bandas do espectro eletromagnético.